# Platypteromalus
Platypteromalus is een geslacht van vliesvleugeligen uit de familie Pteromalidae. De wetenschappelijke naam van dit geslacht is voor het eerst geldig gepubliceerd in 1956 door Boucek.

## Soorten
Het geslacht Platypteromalus is monotypisch en omvat slechts de volgende soort:
- Platypteromalus pragensis Boucek, 1956